# Mahonia volcanica
Mahonia volcanica là một loài thực vật có hoa trong họ Hoàng mộc. Loài này được Standl. & Steyerm. mô tả khoa học đầu tiên.